# 3/4
„3/4“ е български игрален филм от 2017 година на режисьора Илиян Метев. Сценарий – Илиян Метев и Бетина Ип, оператор Юлиан Атанасов

## Сюжет
Мила е талантлива пианистка с бъдеще. Баща ѝ обръща повече внимание на пръстените на Сатурн, отколкото на нейните цели, докато брат ѝ неуморно я разсейва. Филмът представлява портрет на едно семейство през последното му лято заедно.
Млада пианистка се опитва да се пребори със страховете си, брат й се отклонява от правия път, а бащата изследва вселената. Дали хората от семейство Ковачеви ще се изгубят помежду си, преди още пътищата им да се разделят? http://kino.dir.bg/film.php?id=12169

## Актьорски състав
| Роля   | Изпълнител           |
| ------ | -------------------- |
| Мила   | Мила Михова          |
| Ники   | Николай Машалов      |
| Тодор  | Тодор Велчев         |
| Симона | Симона Генкова       |
| Калоян | Калоян Георгиев      |
| Сашо   | Александър Куртенков |
| Боно   | Боно Лунгов          |
| Петър  | Петър Матев          |
| Тео    | Теодор Велинов       |

## Награди
- Награда за най-добър режисьор на фестивала „Златна роза“ (Варна, 2017)[3]
- Награда за най-добър режисьор на международния фестивал в (Локарно, Швейцария, 2017)
- „Златен леопард“ в конкурса „Режисьори на настоящето“